# NGC 4542
NGC 4542 (również NGC 4537, PGC 41864 lub UGC 7746) – galaktyka soczewkowata (S0/a?), znajdująca się w gwiazdozbiorze Psów Gończych. Jest to najjaśniejsza galaktyka klastra.
Odkrył ją John Herschel 17 lutego 1831 roku, jego odkrycie zostało skatalogowane przez Dreyera jako NGC 4542. Prawdopodobnie tę samą galaktykę zaobserwował Lewis A. Swift 16 marca 1884 roku, ponieważ jednak podana przez niego pozycja była niedokładna i różniła się od pozycji Herschela, Dreyer skatalogował ją jako oddzielny obiekt oznaczony NGC 4537. Niektóre katalogi i bazy obiektów astronomicznych (np. baza SIMBAD) jako NGC 4537 uznają sąsiednią galaktykę PGC 41909.